# Gyokko Ryū
La escuela Gyokko Ryu (escuela del tigre diamante) fue creada por Hakuunsai Tozawa a mediados del siglo XII.
Gyokko Ryu practica Jutaijutsu, Kosshi Jutsu, Ken Jutsu, Tanto Jutsu, Bo Jutsu y otras. A esta escuela pertenecen kihon básicos como el Shin Ken Taihen Kihon, el Kihon Happo y el San Shin Kihon Gata. Se especializa en desequilibrar al enemigo y luego atacar sus puntos vitales. Se usan desplazamientos circulares, tratando de atacar al enemigo por los flancos o la espalda. Hay una frase típica de este Ryu: El corazón del guerrero es precioso y esencial.

## Historia
Se le atribuyen orígenes chinos, y se piensa que fue introducida en Japón por dos guerreros chinos. Otros atribuyen su llegada a Japón de manos de un general Coreano, llamado Ikai, más conocido como Cho Buren O Chin Busso. Durante siglos, la Gyokko Ryu fue una referencia para otras artes marciales, sobre todo de la región de Iga. Actualmente Masaaki Hatsumi sensei es el 28º soke.

## Denkei
El siguiente es el Denkei (la lista de los anteriores Sōke) del Gyokko-ryu:
- 異匀 Ikai (Cho Buren) (1056)
- 牙門道士 Gamon Doshi
- 牙竜道士 Garyu Doshi
- 八竜入道 Hachiryu Nyudo
- 戸沢白雲斎 Tozawa Hakuunsai Hogen (1156-1159)
- 戸沢庄助 Tozawa Shosuke Oho (1161-1162)
- 鈴木三郎重義 Suzuki Saburo Shigeyoshi Joan (1171-1180)
- 鈴木五半 Suzuki Gobei
- 鈴木 Suzuki Kojiro Mitsu
- Tozawa Soun Sho O (1288)
- Tozawa Nyudo Geneai
- Yamon Hyoun
- Kato Ryu Hakuun Oei (1394)
- 坂上五郎勝重 Sakagami Goro Katsushige Tembun (1532)
- 坂上太郎国重 Sakagami Taro Kunishige Tembun (1532)
- 坂上小太郎源正秀 Sakagami Kotaro Masahide Tembun (1532)
- 僧玉観律師 Sogyokkan Ritsushi Tembun (1532)
- 戸田左京一心斎 Sakyo Ishinsai Tembun (1532)
- 百地三太夫 Momochi Sandayu I Tembun (1542-1555)
- 百地三太夫 二代 Momochi Sandayu Ii Tensho (1573-1591)
- 百地丹波泰光 Momochi Tanba Yasumitsu Bunroku (1595-1615)
- 百地太郎左衛門 Momochi Taro Saemon Genna (1615-1624)
- 戸田盛柳信綱 Seiryu Nobutsuna Kwanyei (1624-1644)
- 戸田不動信近 Fudo Nobuchika Manji (1658-1681)
- 戸田観五郎信安 Kangoro Nobuyasu Tenna (1681-1704)
- 戸田英三郎信正 Eisaburo Nobumasa Hoyei (1704-1711)
- 戸田新兵衛正近 Shinbei Masachika Shotoku (1711-1736)
- 戸田新五郎正良 Shingoro Masayoshi Gembun (1736-1764)
- 戸田大五郎近秀 Daigoro Chikahide Meiwa (1764-1804)
- 戸田大三郎近繁 Daisaburo Chikashige Bunkwa (1804)
- 戸田真竜軒正光 Toda Shinryuken Masamitsu (B. 1824 - D. 1909)
- 高松寿嗣翊翁 Takamatsu Toshitsugu Uoh (B. 1887 - D. 1972)
- 初見良昭 Masaaki Hatsumi B. (1931 – Presente)
- いしずか てつじ Ishizuka Tetsuji ( 1948 - presente )